# Mahmut Makal
Mahmut Makal (* 1930 in Demirci, Landkreis Gülağaç, Türkei; gestorben 10. August 2018 in Ankara) war ein türkischer Schriftsteller und Verlagsgründer. Er gilt als der bedeutendste Vertreter des türkischen Sozialrealismus der 1950er und 1960er Jahre und als Begründer der Literaturgattung „Dorf-Literatur“ (türkisch köy edebiyatı). Sein bekanntestes Werk, Bizim Köy (1950), sorgte für großes Aufsehen, weil er darin das Dorfleben schonungslos darstellte. Makal wurde verhaftet und verbrachte zwei Monate im Gefängnis, bis der Vorwurf kommunistischer Propaganda in diesem Werk widerlegt werden konnte. Weitere Werke folgten. 1967 wurde er aufgrund eines ähnlichen Verdachts aus dem Schuldienst entlassen und später wieder eingestellt. Seine Werke wurden in zahlreiche Sprachen übersetzt.

## Leben
Mahmut Makal wurde im Dorf Demirci auf der Hochebene von Konya geboren. Seine Mutter gebar ihn auf einem Kartoffelacker. Im Sommer ging Makal seinem Vater, einem Hirten, zur Hand und im Winter zur Schule. Diesem Dorf blieb er eng verbunden.
Nach Abschluss der Grundschule besuchte er ab 1943 nach bestandener Aufnahmeprüfung das gerade eröffnete Dorfinstitut İvriz, wo er zum Dorfschullehrer ausgebildet wurde. Der Unterricht fand wegen fehlender Räume zumeist im Freien statt. In İvriz verfasste Makal seine ersten Schriften. Sie wurden in der Institutszeitschrift İvriz Eğitim Dergisi („Bildungszeitschrift İvriz“)  veröffentlicht. Ab 1947 unterrichtete Makal als Dorfschullehrer in dem Dorf Nurgöz und später in seinem Heimatdorf Demirci. Nebenher arbeitete er an seinem Roman. Der ursprüngliche Titel lautete Bir köy öğretmeninin notları („Notizen eines Dorfschullehrers“) und wurde zunächst in der Zeitschrift Varlık veröffentlicht. Anfang 1950 brachte er das Werk unter dem Titel Bizim Köy („Unser Dorf“) in Buchform heraus. Wenige Monate später, nach der Schneeschmelze, wurde Mahmut Makal verhaftet und ins Gefängnis von Aksaray verbracht. Begründung für die Verhaftung waren Anschuldigungen, Makal betreibe kommunistische Propaganda. Nach zwei Monaten Haft erreichten zwei Anwälte, darunter Oktay Rifat, seine Freilassung. 1952 veröffentlichte Makal seinen zweiten Roman Hayal ve Gerçek (etwa: Fantasie und Realität).
Mahmut Makal studierte ab 1953 am Gazi Eğitim Enstitüsü in Ankara und wurde Inspektor für Primarstufenunterricht. Diese Aufgabe ermöglichte ihm Inspektionsreisen in den Regionen Adana, Antalya und Ankara. Von Mitte 1964 bis Mitte 1965 arbeitete er an einem soziologischen Forschungsinstitut in Frankreich. 1965 ließ er sich bei den Parlamentswahlen als Kandidat der Türkiye İşçi Partisi für den Wahlbezirk Istanbul aufstellen.
1967 wurde er entlassen. Man verdächtigte ihn kommunistischer Umtriebe. Den Winter 1967 verbrachte er in einem kleinen Dorf in Ostanatolien, nahe der iranischen Grenze. Der Aufenthalt dort und die niedrigen Erdhütten inspirierten ihn zu seinem Werk Yeraltında Bir Anadolu (etwa: „Ein unterirdisches Anatolien“).
Nach einem Beschluss des Danıştay (Staatsrat) wurde er wieder eingestellt. Es gab zahlreiche Ermittlungen gegen ihn. Ferner setzte man seine Bezüge als Druckmittel gegen Makal ein. 1968 nahm er seinen Abschied und lebte in ärmlichen Verhältnissen am Stadtrand von Ankara. Lange Zeit war er arbeitslos. In dieser Zeit gründete Makal den Verlag Bizim Köy und arbeitete an einer Schule für Taubstumme in Istanbul.  Von 1971 bis 1972 lehrte er die türkische Sprache und Literatur in Venedig.
Nach dem Militärputsch von 1980 lebte Makal einige Zeit in Berlin, später kehrte er nach Ankara zurück. Mahmut Makal war mit Naciye Poyraz verheiratet. Das Paar hatte zwei Kinder. Er starb im August 2018 im Alter von 88 Jahren im Bildungs- und Forschungskrankenhaus Hacettepe in Ankara.

## Werke

### In türkischer Sprache
- Köy Enstitüleri ve ötesi. Literatür Yayınları, İstanbul 2009
- Hayal ve Gerçek Yirmi Beş Yıl Sonra Bizim Köy. 11. Auflage. Literatür, İstanbul 2008
- Memleketin Sahipleri. 8. Auflage. Literatür, İstanbul, 2008
- Yeraltında Bir Anadolu. 6. Auflage. Literatür, İstanbul 2008
- Bozkırdaki Kıvılcım Enstitülüler. 5. Auflage. Literatür, İstanbul 2008
- Deli Memedin Türküsü. 4. Auflage. Literatür, İstanbul 2008
- Bir işçinin günlüğünden hayal ve gerçek. Değişenler. 1. Auflage. Kültür Bakanlığı Yayınları, Ankara 2001
- Bir işçinin günlüğünden. Tekin Yayınevi, İstanbul 1980
- Köy enstitüleri ve ötesi. Anılar, belgeler. Çağdaş Yayınları, İstanbul, 1979; 2. Auflage. Çağdaş Yayınları, İstanbul 1990
- Kuru sevda. Kalkınma masalı. Cem Yayınevi, İstanbul 1979
- Yer altında bir Anadolu. May Yayınları, İstanbul 1968
- Bu ne biçim ülke? Denemeler. 1. Auflage. Öncü Kitabevi, İstanbul 1968
- Halktan ayrı düşenler. 2. Auflage. İnkılâp ve Aka Kitabevleri, İstanbul 1965
- Köpeksiz köy. 2. Auflage. İnkılâp ve Aka Kitabevleri, İstanbul 1965
- Köye gidenler. Hikâye. İnkılâp ve Aka Kitabevleri, İstanbul 1965
- Kalkınma masalı. Varlık Yayınevi, İstanbul 1960
- 17 nisan. Yeditepe Yayınları, İstanbul 1959
- Hayal ve gerçek. Köyümden. Varlık Yayınevi, İstanbul 1957; 3. Auflage. Varlık Yayınevi, İstanbul [1965]
- Bizim köy. Bir köy öğretmeninin notları, 6. Auflage. Varlık Yayınevi, Ankara 1957; 16. Auflage. Literatür, İstanbul 2008
- Memleketin sahipleri. Varlık Yayınevi, İstanbul 1954

### In deutscher Sprache
- Unser Dorf in Anatolien. 3., ergänzte deutsche Auflage. Express-Edition, Berlin 1983
- Mein Dorf in Anatolien. Ein Bericht. 1. Aufl. Insel-Verlag, Frankfurt a. M. 1971